# (6000) United Nations
(6000) United Nations – planetoida z pasa głównego asteroid okrążająca Słońce w ciągu 4 lat i 73 dni w średniej odległości 2,6 j.a. Została odkryta 27 października 1987 roku w Obserwatorium Brorfelde przez Poula Jensena. Nazwa planetoidy pochodzi od angielskiej nazwy Organizacji Narodów Zjednoczonych. Przed nadaniem nazwy planetoida nosiła oznaczenie tymczasowe (6000) 1987 UN.